# Boletus regius
Boletus regius (Julius Vincenz von Krombholz, 1832), sin. Butyriboletus regius, (Julius Vincenz von Krombholz, 1832 ex David Arora & J.L.Frank, 2014), este o specie de ciuperci comestibile, devenită foarte rară, din încrengătura Basidiomycota în familia Boletaceae și de genul Boletus, cunoscută în România, Basarabia și Bucovina de Nord sub numele hrib regal, sau hrib domnesc sau mitărci de făget. Acest burete coabitează, fiind un simbiont micoriza (formând micorize pe rădăcinile de arbori). El poate fi găsit în păduri de foioase și mixte, în primul rând pe lângă fagi, dar de asemenea sub stejari, crescând de la câmpie la deal, dar nu în regiuni montane, solitar sau în grupuri mici pe sol calcaros, preferând zone mai călduroase. Timpul apariției este din (iunie) iulie până în septembrie (octombrie).

## Descriere

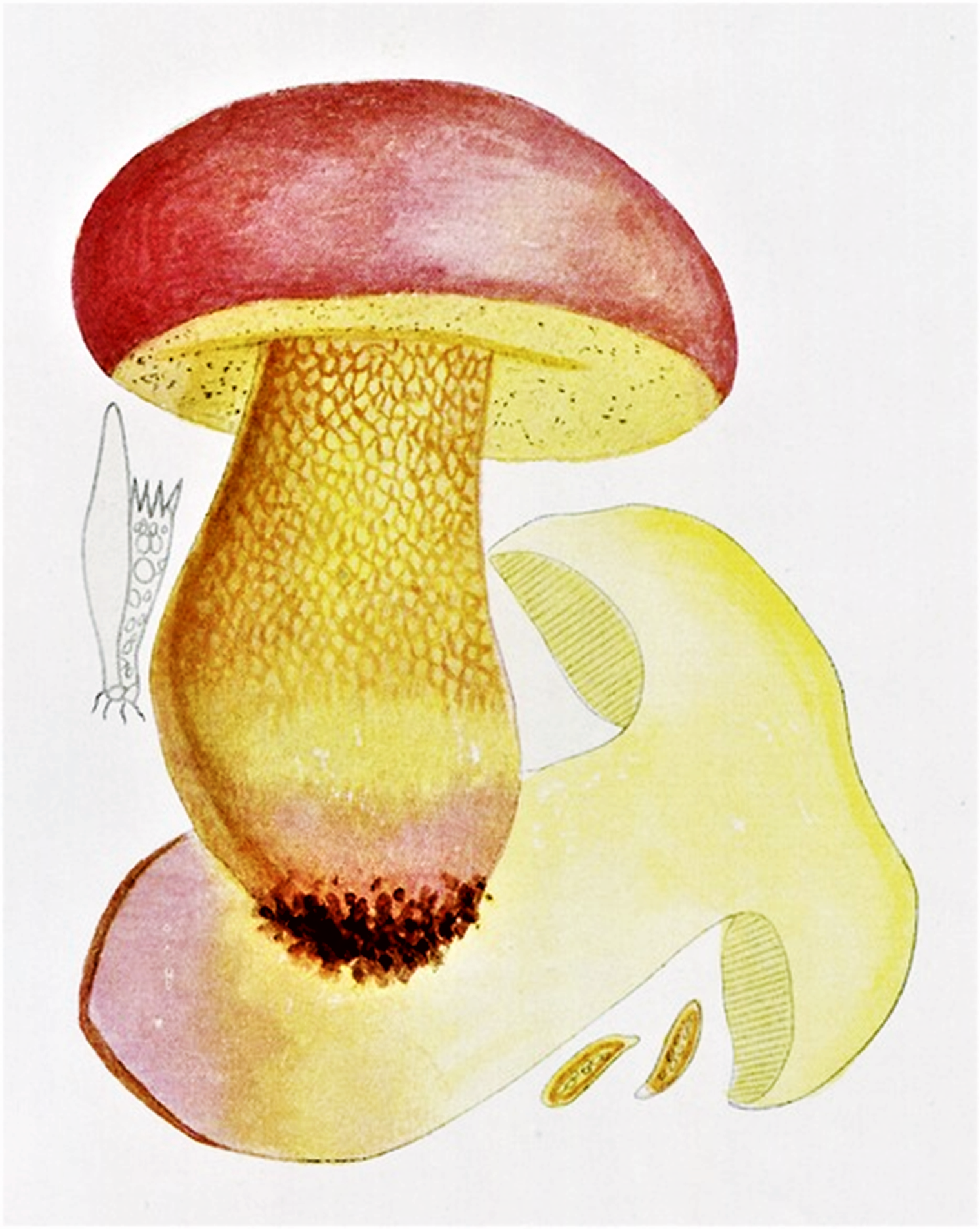
Bres.: Boletus regius

- Pălăria: are un diametru de 6-15 cm, fiind compactă și cărnoasă. La început semisferică cu marginea răsfrântă în jos, devine la maturitate boltită, întinzându-se la bătrânețe în formă de pernă și căpătând adesea rupturi. Cuticula este în tinerețe catifelată, mai târziu netedă,  goală și lucioasă, niciodată lipicioasă care se poate decoji numai foarte greu. Coloritul tinde de la mai rar galben-verzui și galben-maroniu  peste roz, slab purpuriu până la roșu ca sângele sau brun-roșcat, având la bătrânețe mereu un aspect roz-lila.
- Tuburile și porii: sunt lungi (1-3 cm), slab aderate până libere la picior, în stadiu avansat bombate, fiind colorate galben-auriu, la bătrânețe măsliniu. Porii sunt înguști și rotunjor-unghiulari, pentru lung timp de culoare aurie, devenind în vârstă măslinii ca tuburile. Nu se decolorează la atingere.
- Piciorul: are o lungime de 6 până la 12 cm  și o grosime de 3 până la 6 cm. Litigiul este plin, compact, tare, mai întâi ovoidal, apoi în formă de măciucă, mai larg la bază. El este galben-auriu, în partea de sus cu nuanțe de carmin precum adesea fin reticulat. Tija nu schimbă culoarea la atingere.
- Carnea: este groasă, compactă, tare și  de colorit inițial albicios, dar repede  palid gălbui, sub cuticulă roșiatic, care nu se decolorează după tăiere sau o leziune. Mirosul este plăcut ca de ciuperci, gustul fiind savuros, amintind de nuci.
- Caracteristici microscopice: Sporii sunt elipsoidali până îngust fusiformi, hialini (translucizi) și au o  mărime de 12-17 x 4-5 microni. Pulberea lor este brun-măslinie.[5][6]
- Reacții chimice: Carnea buretelui se colorează cu acid sulfuric mai intensiv galben și tot buretele cu Hidroxid de potasiu mai întâi galben-maroniu, devenind apoi murdar-tulbur, arătând cu turnesol un caracter acid.[7][8]

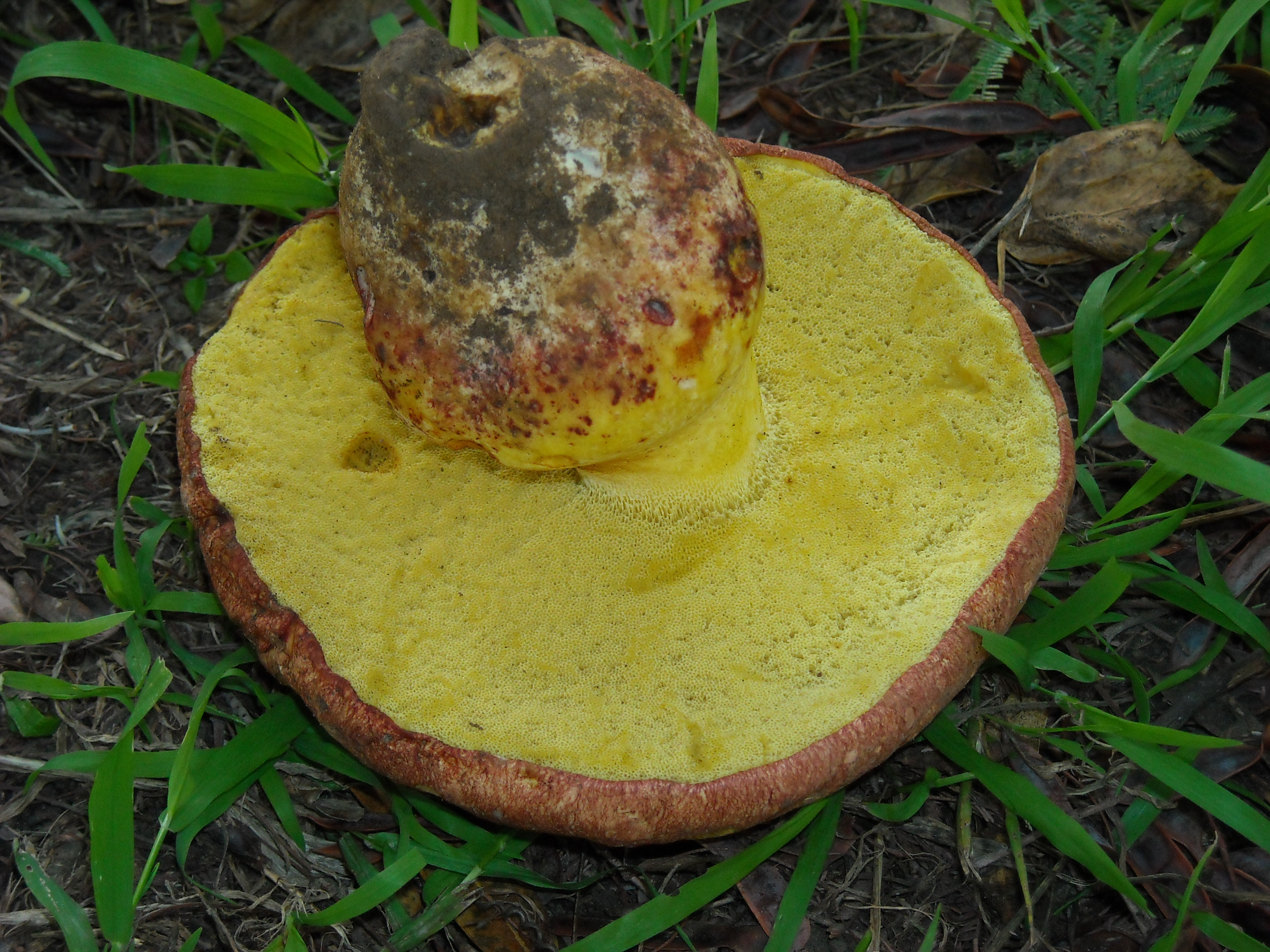
B. regius, picior și pori
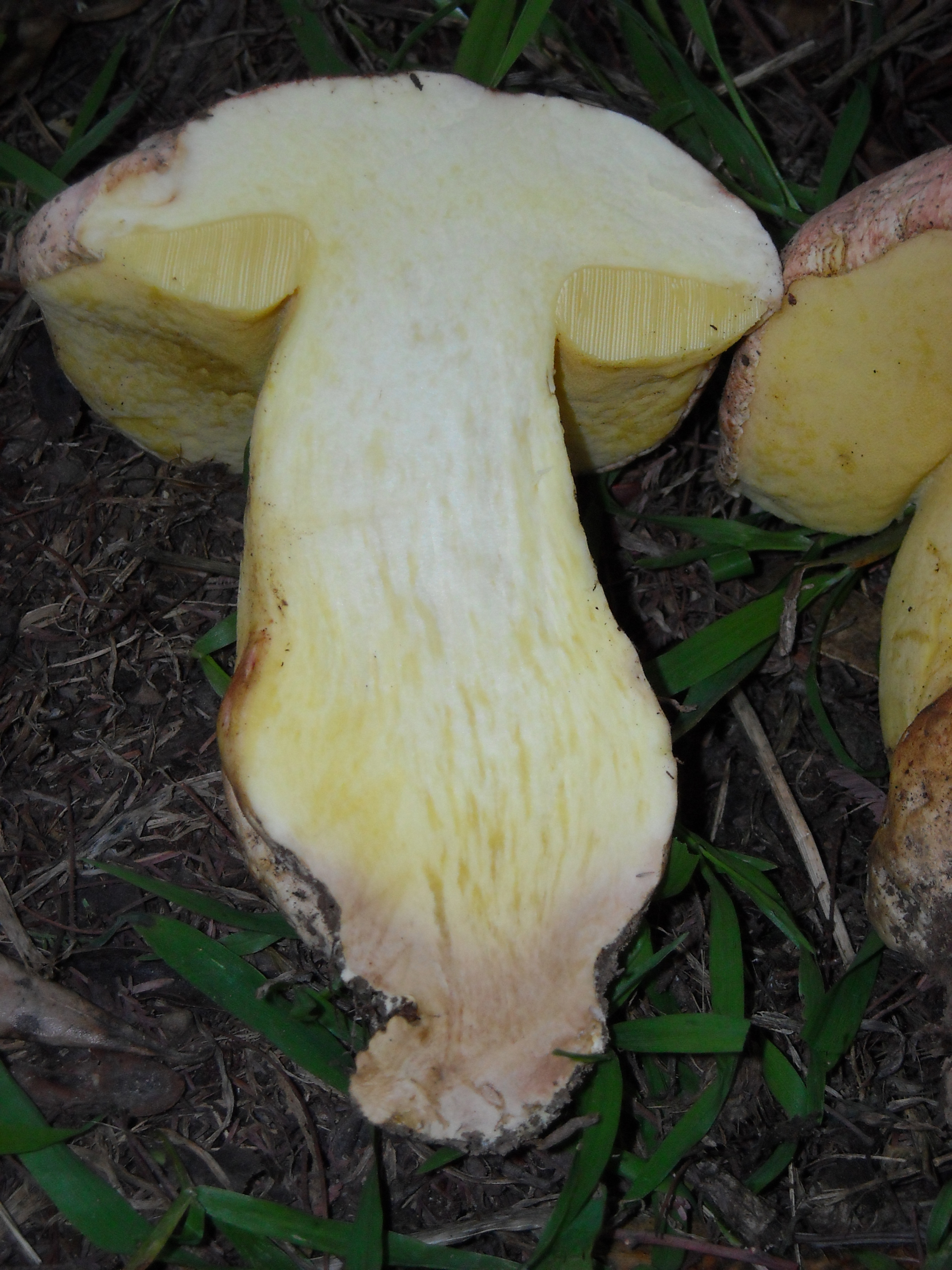
B. regius, secțiune longitudinală
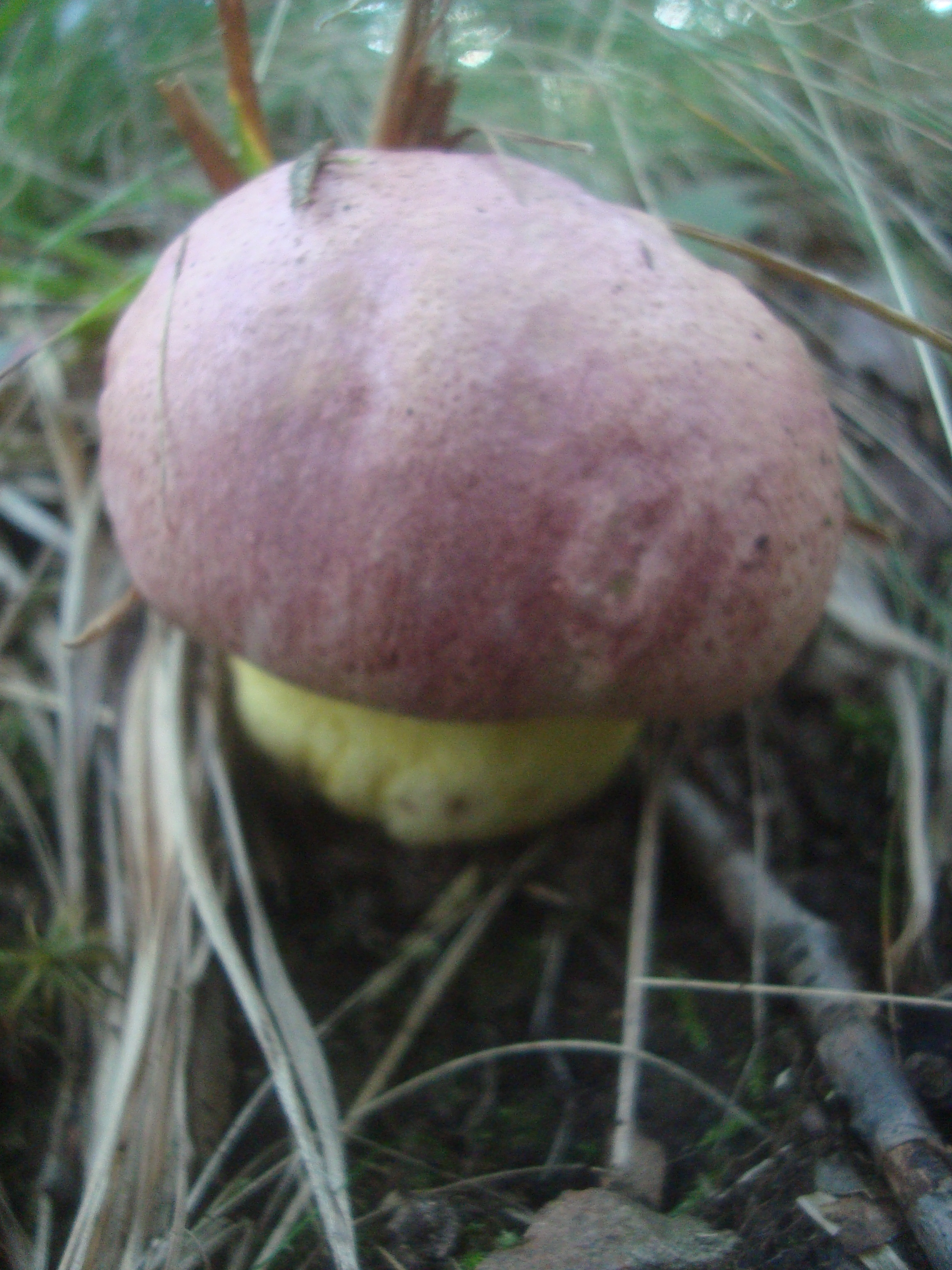
B. regius tânăr
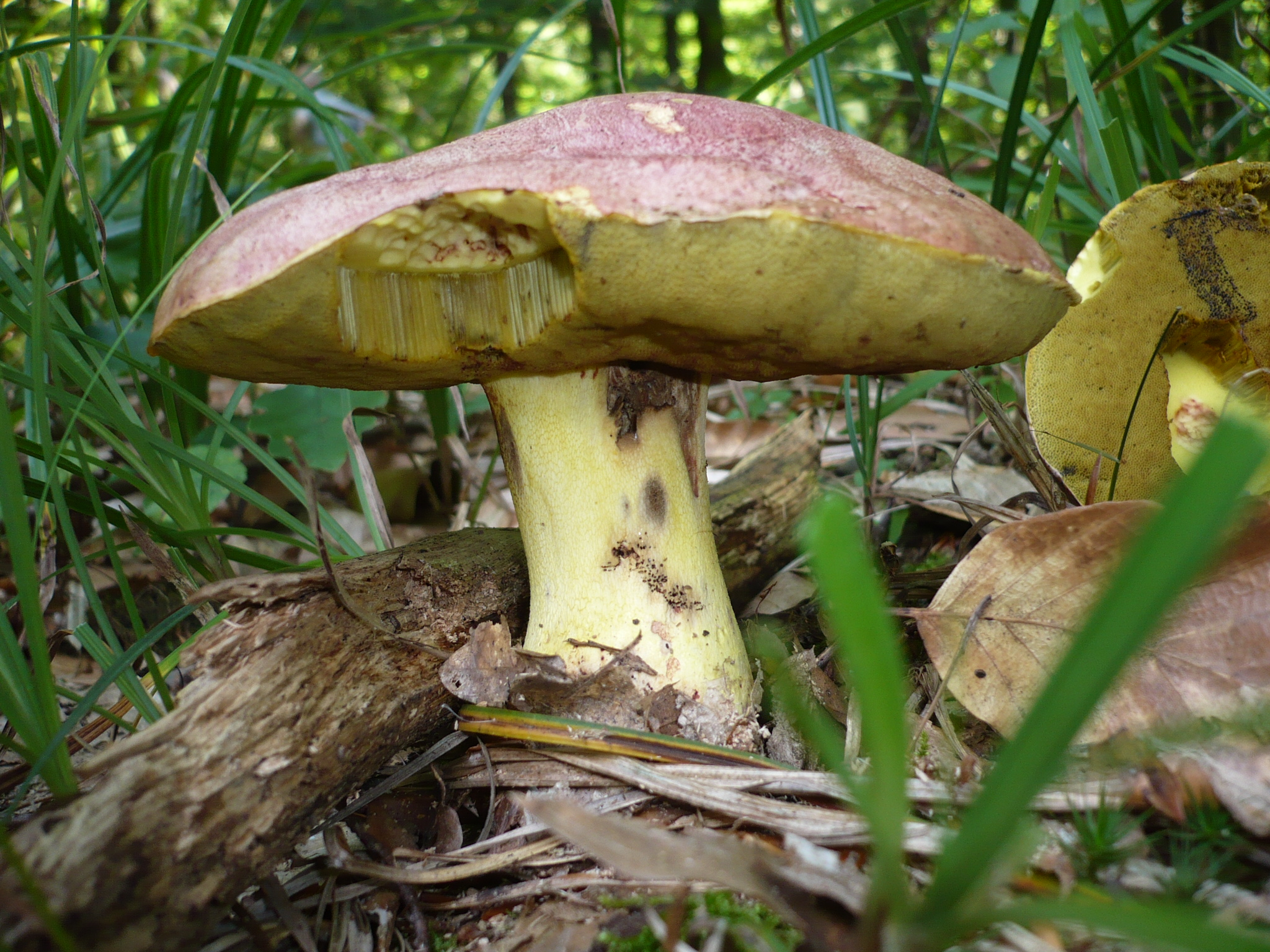
B. regius bătrân

## Confuzii
Hribul regal poate fi confundat în primul rând cu suratele lui Boletus appendiculatus, Boletus fechtneri, și Boletus subappendiculatus, toate trei comestibile, dar, de asemenea, cu mai multe alte specii din familia Boletaceae, cum sunt: Boletus calopus (necomestibil, amar) precum variația sa Boletus calopus var. Boletus pachypus (necomestibil, amar), Boletus erythropus sin. Boletus luridiformis (comestibil, pori roșiori), Boletus junquilleus (comestibil, mai deschis gălbui, spori gălbui), Boletus luridus (crud neprielnic, preparat comestibil, pori roșiatici), Boletus pulverulentus (de calitate mediocră, porii tind spre roșu), Boletus radicans (necomestibil, amar, picior fără roșu, crește numai în păduri foioase), Boletus speciosus (comestibil), Boletus spinarii (necomestibil, fără tonuri roșiatice). Imperator torosus sin. Boletus torosus ( probabil otrăvitor), Rubroboletus dupainii (comestibil, pori roșii), Rubroboletus legaliae (suspect, cuticulă roză, miros de cicoare), Rubroboletus rhodoxanthus (crud otrăvitor, fiert comestibil, pori roșii), Rubroboletus rubrosanguineus (poate otrăvitor, pori roșii) sau Rubroboletus satanas (otrăvitor, pori roșiatici).

## Specii asemănătoare

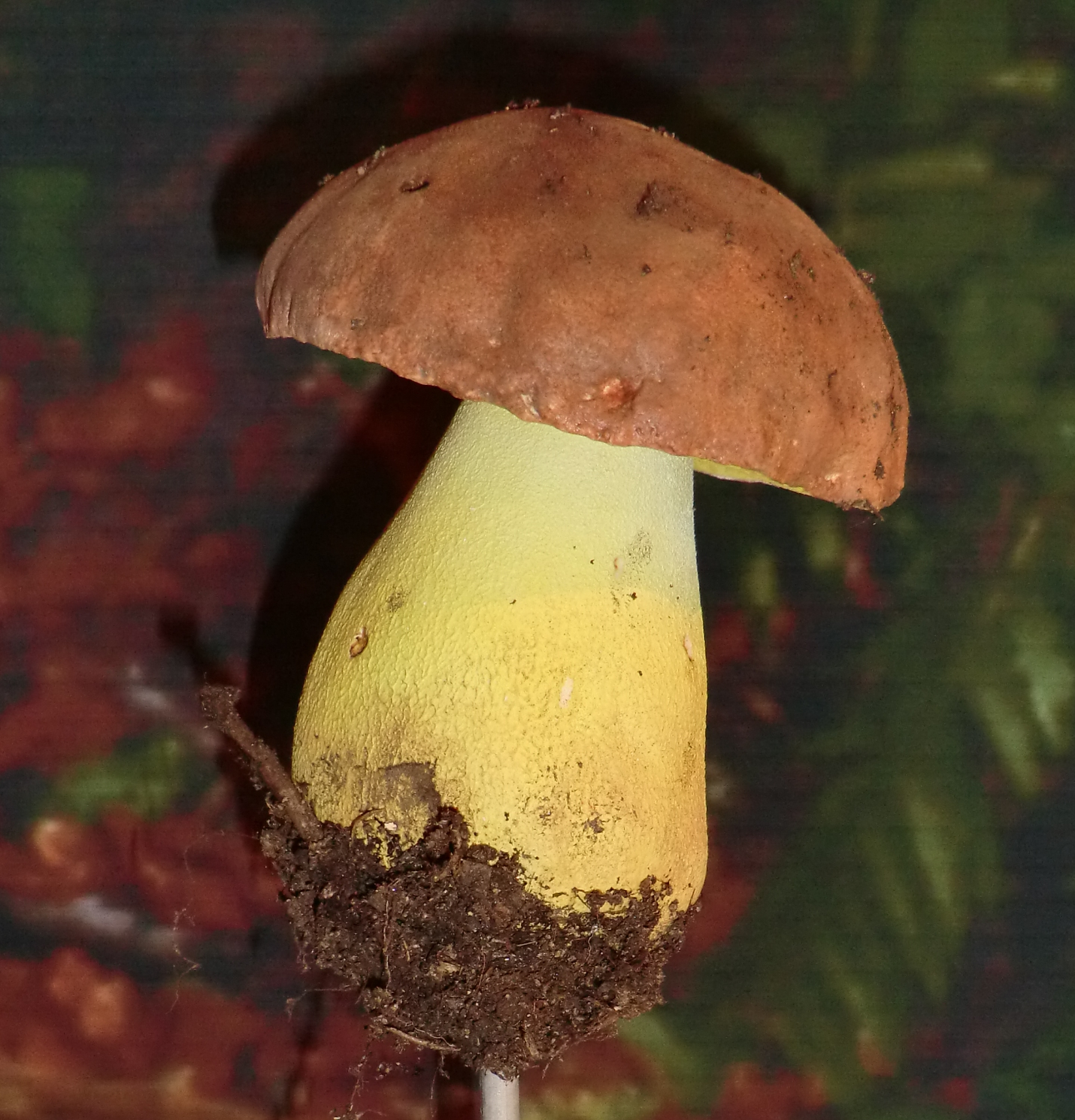
Boletus appendiculatus
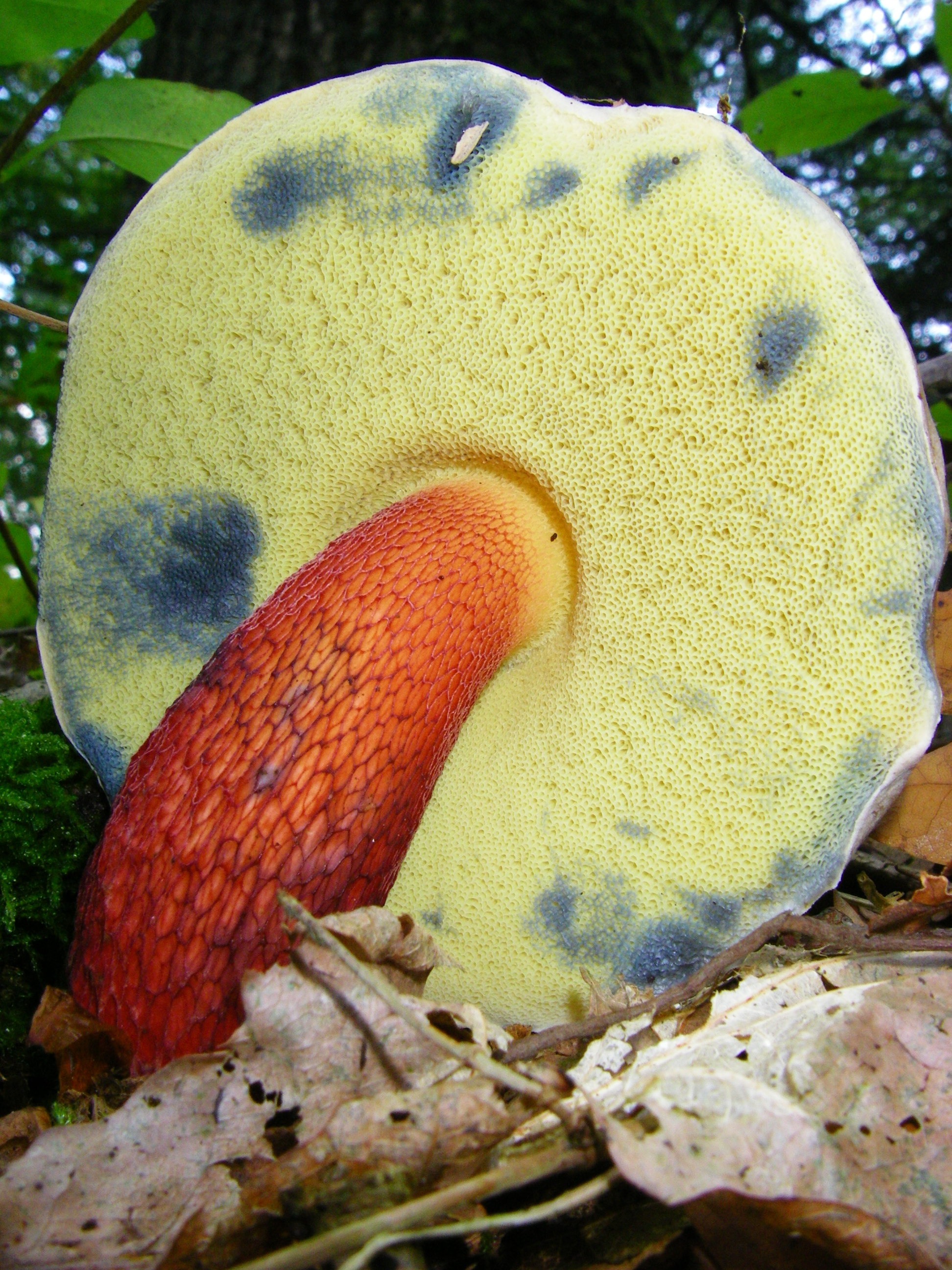
!Boletus calopus var. pachypus!
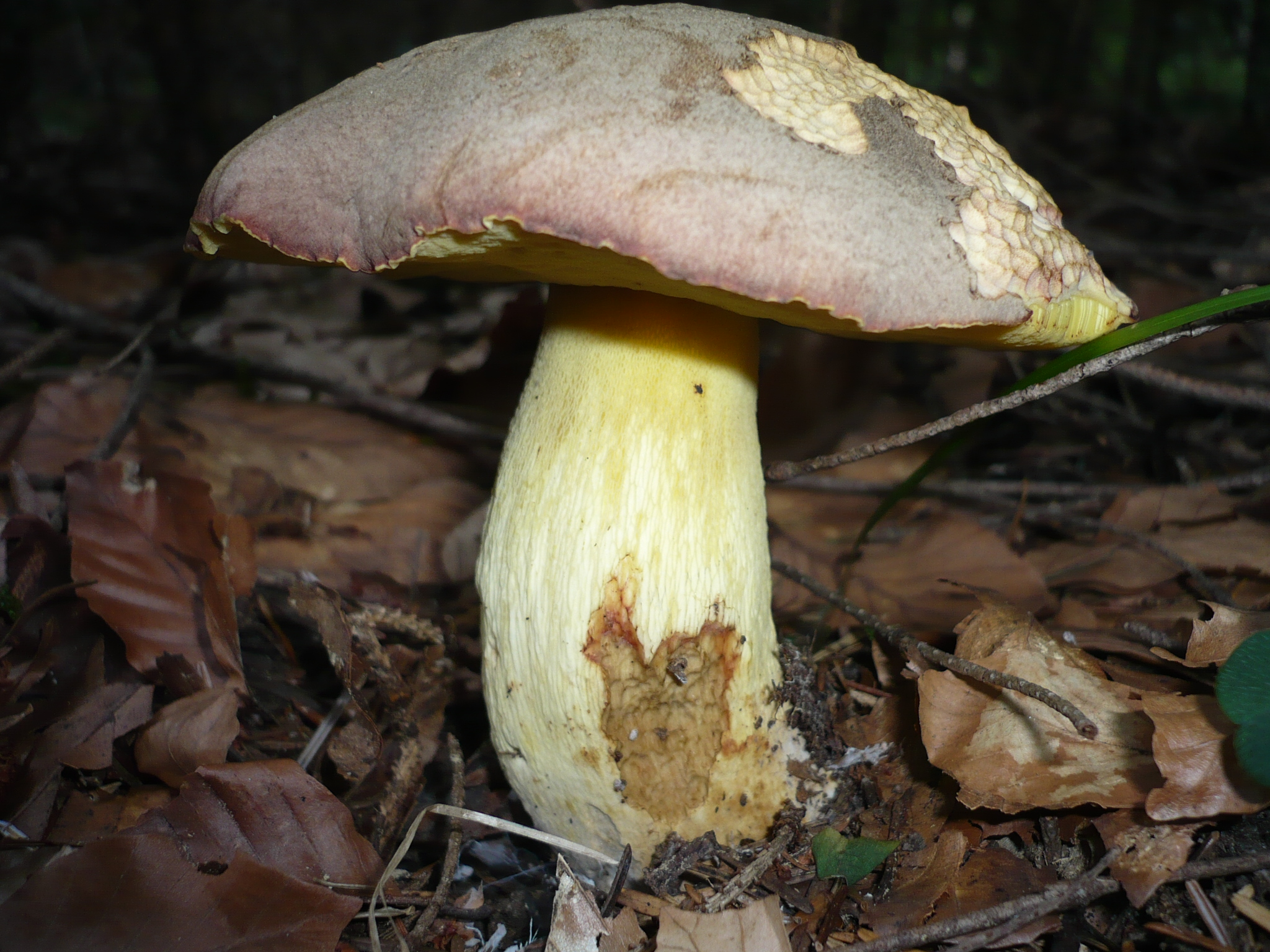
Boletus fechtneri
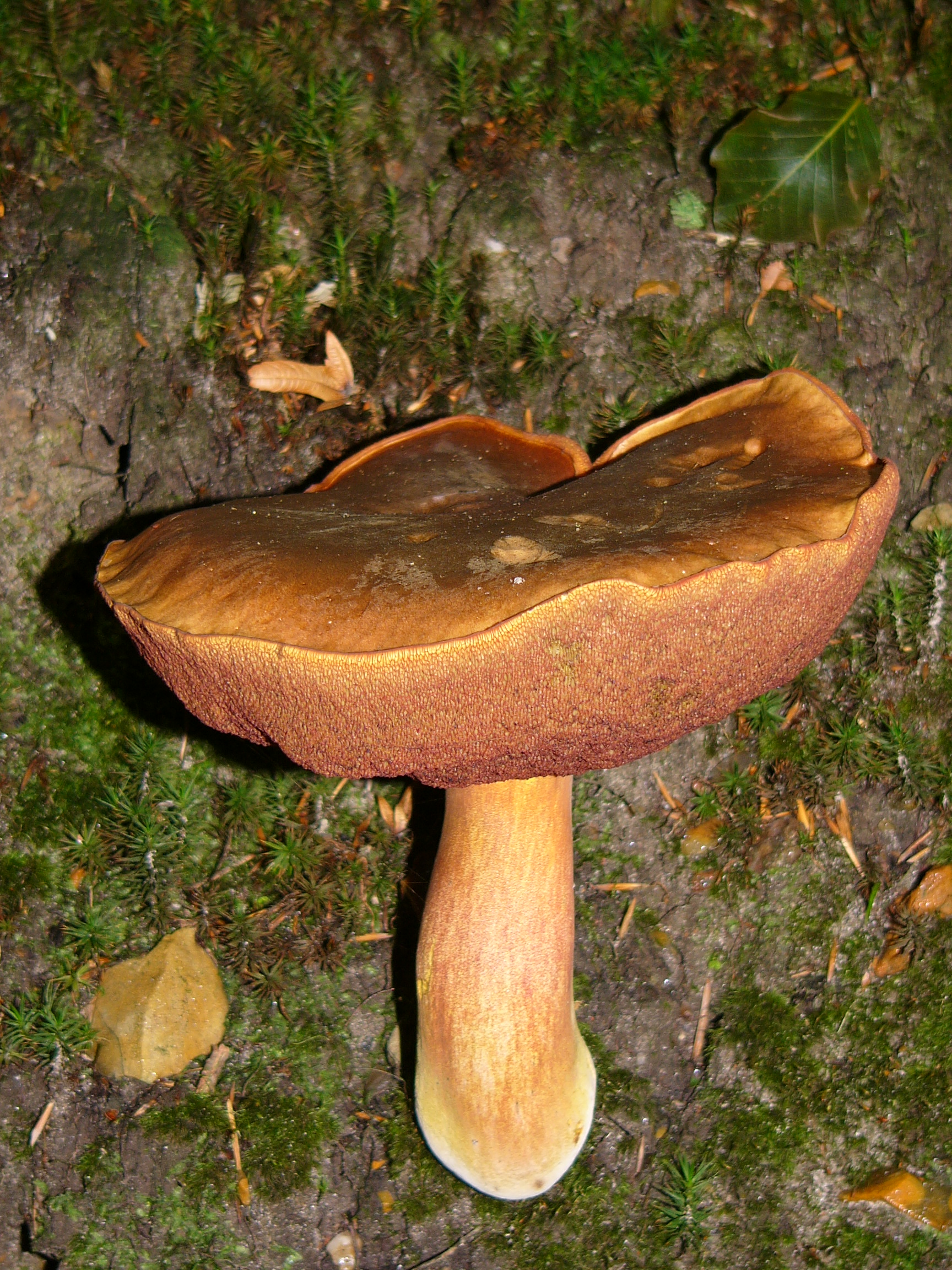
Boletus erythropus
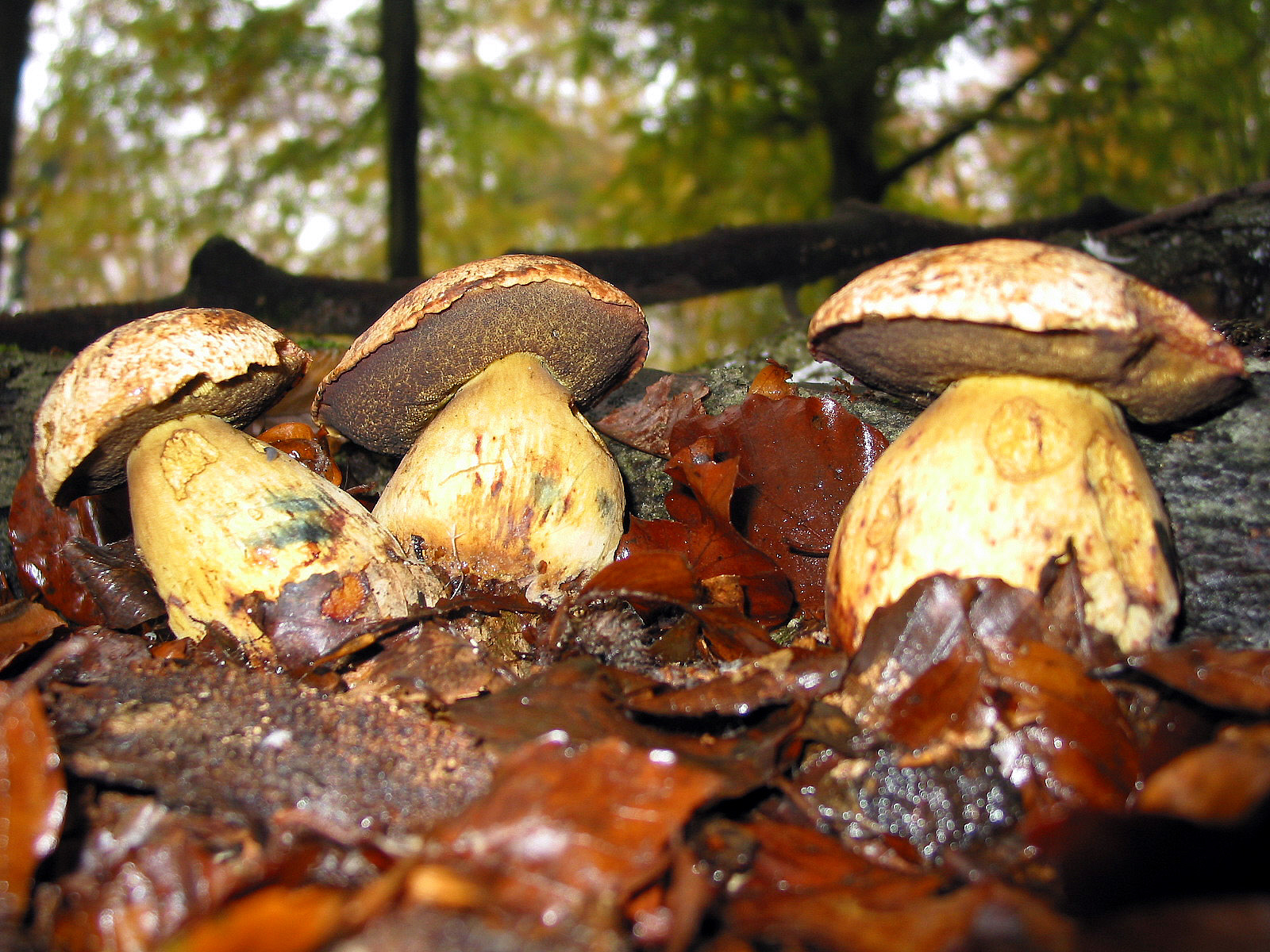
Boletus junquilleus
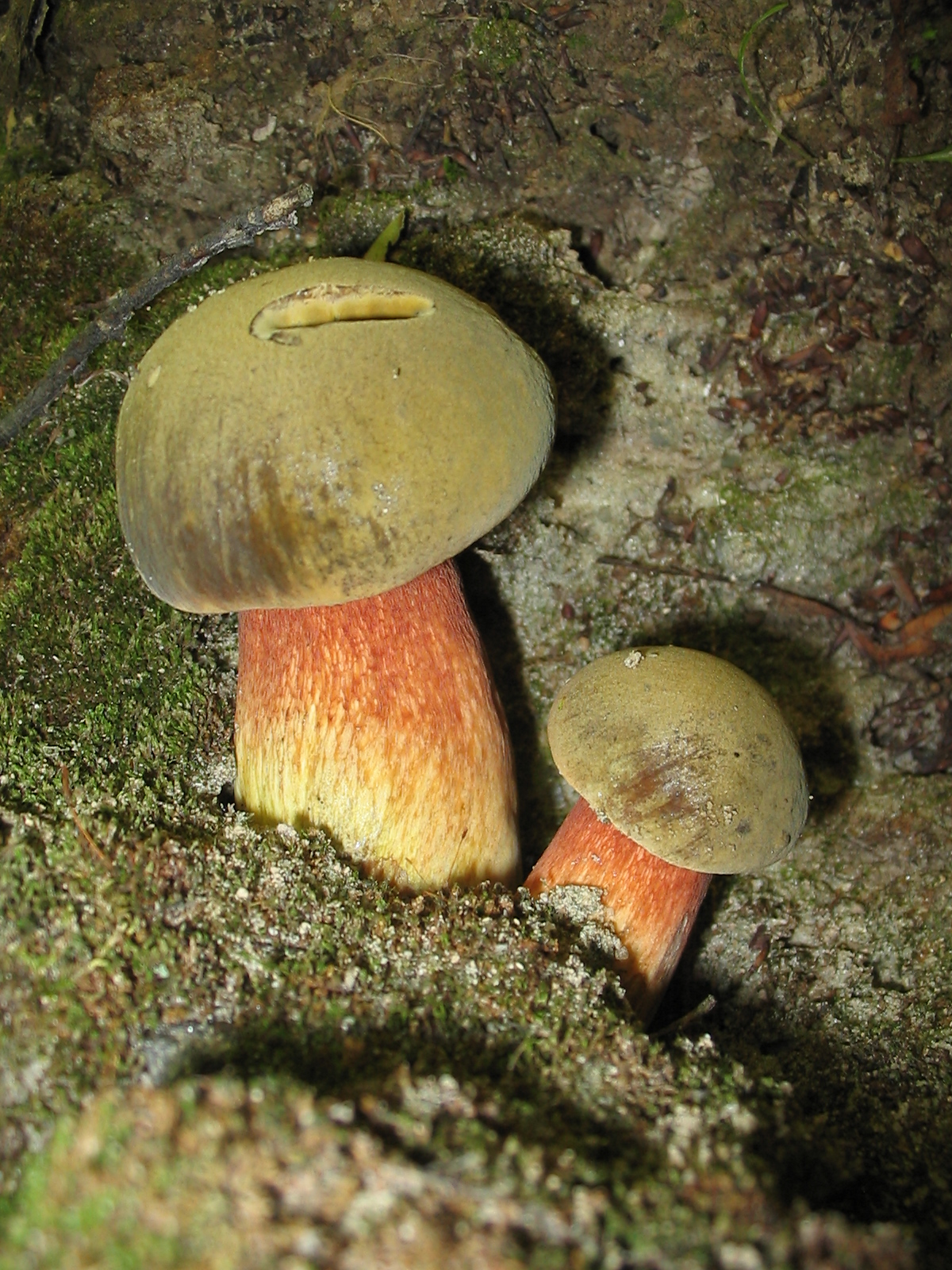
Boletus luridus

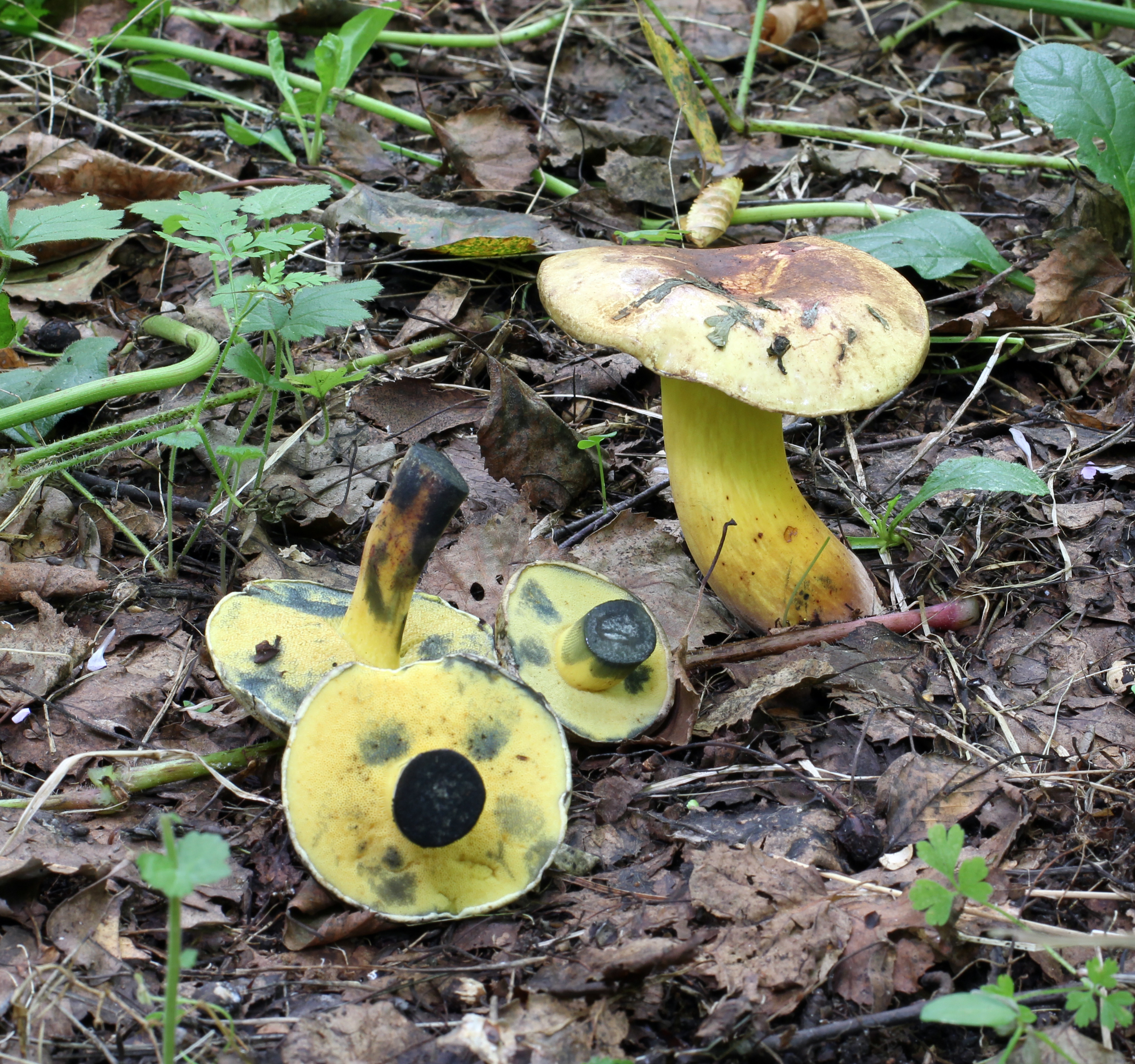
Boletus pulverulentus
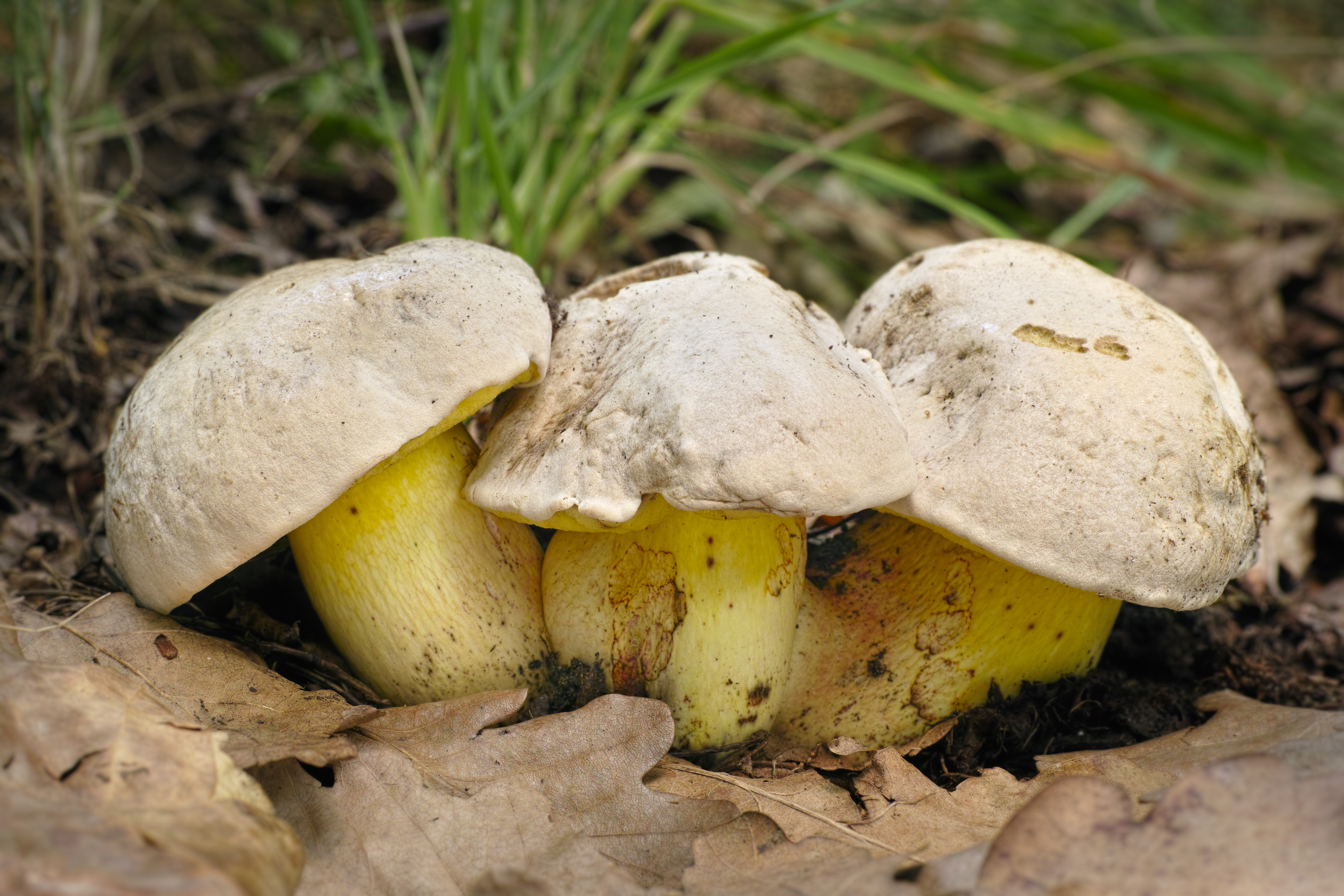
!Boletus radicans!
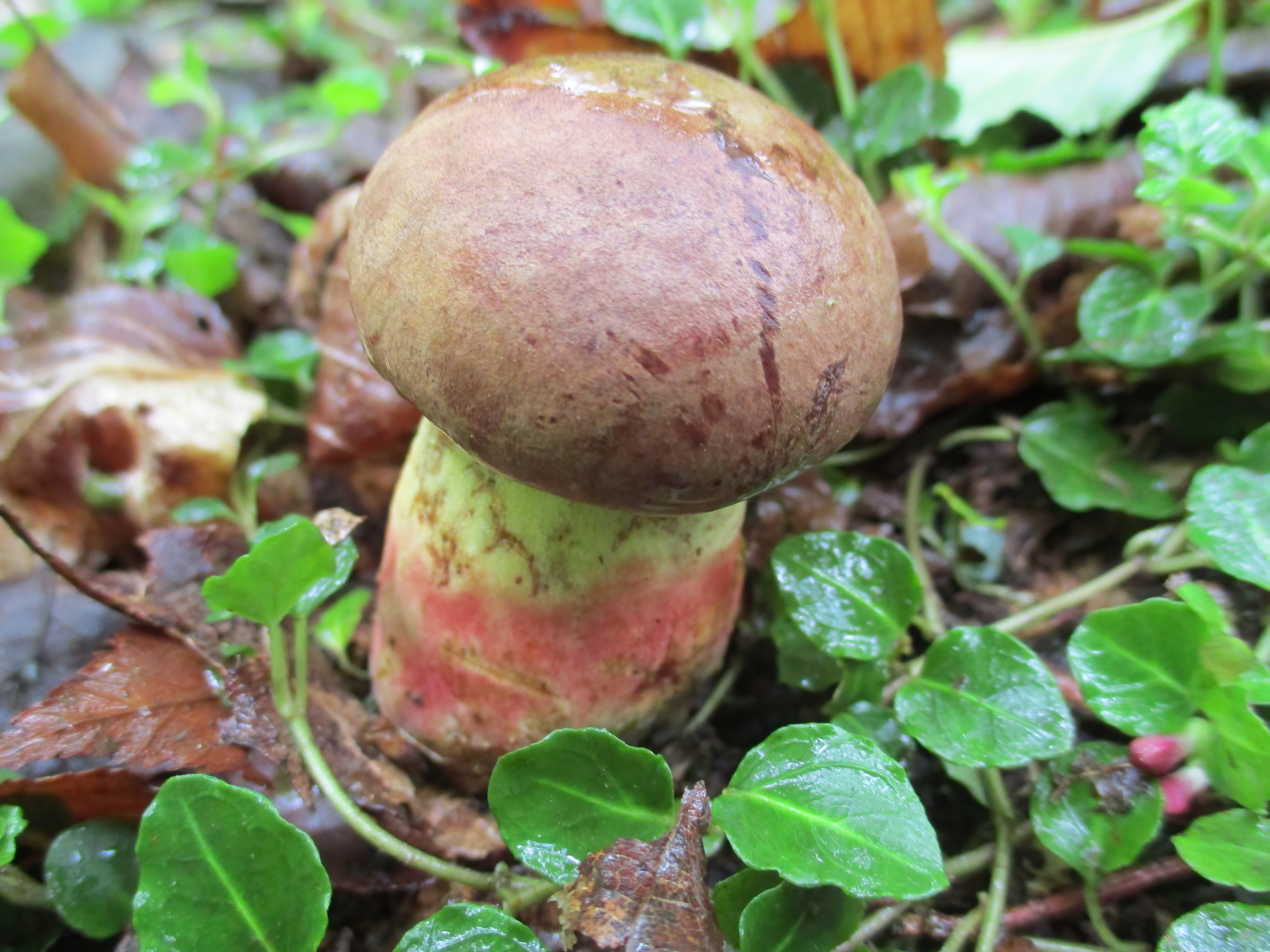
Boletus speciosus
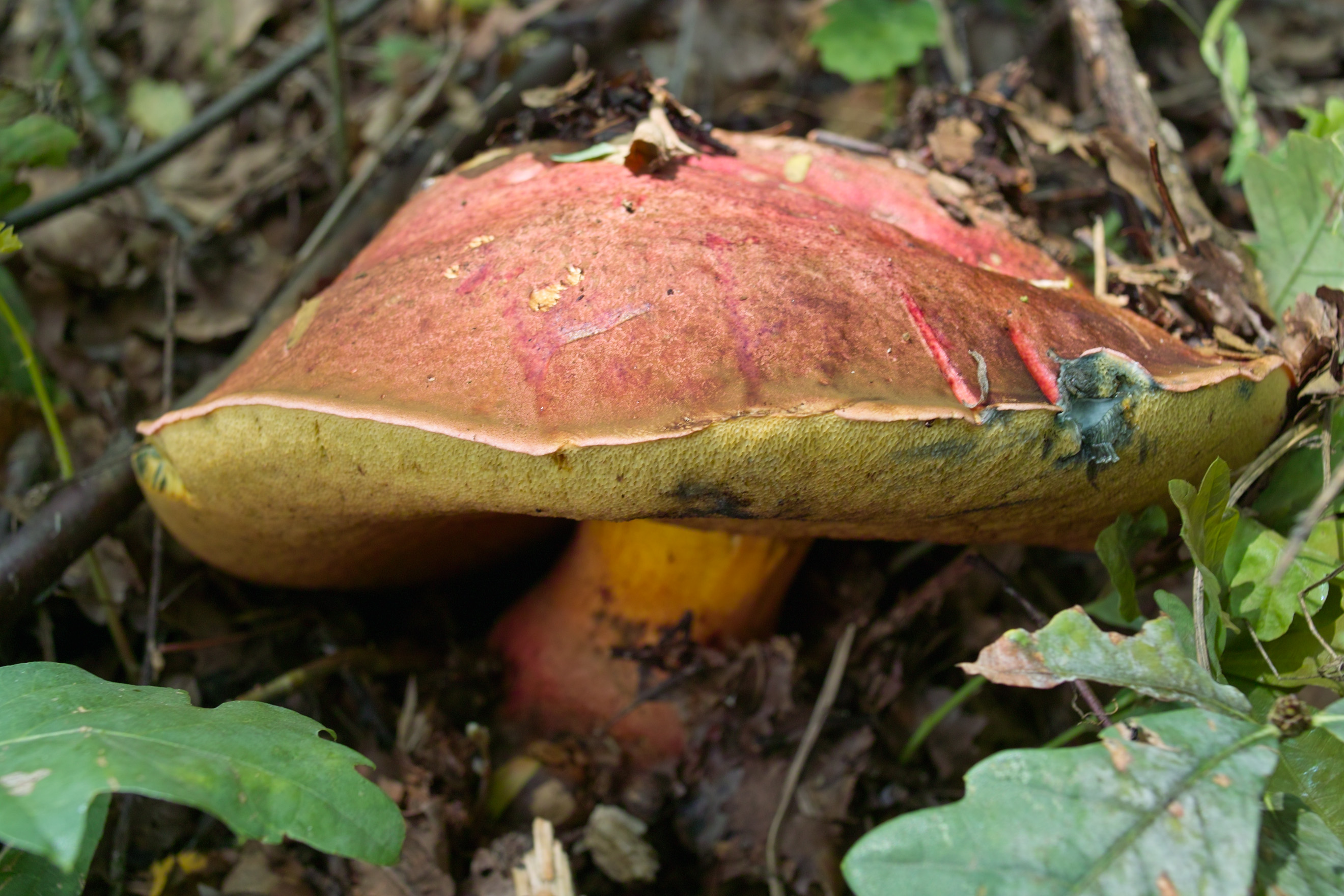
!Boletus spinarii!
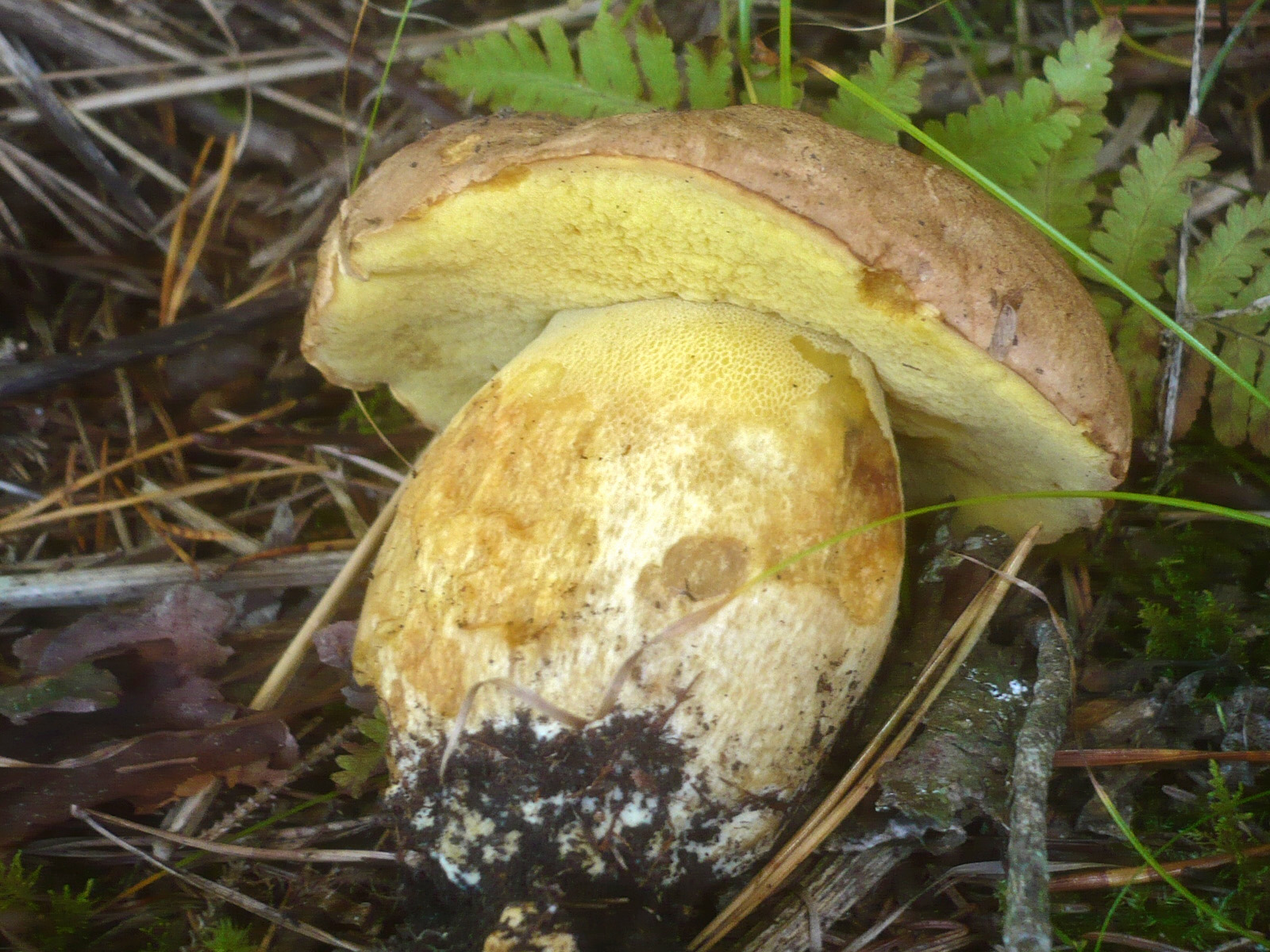
Boletus subappendiculatus
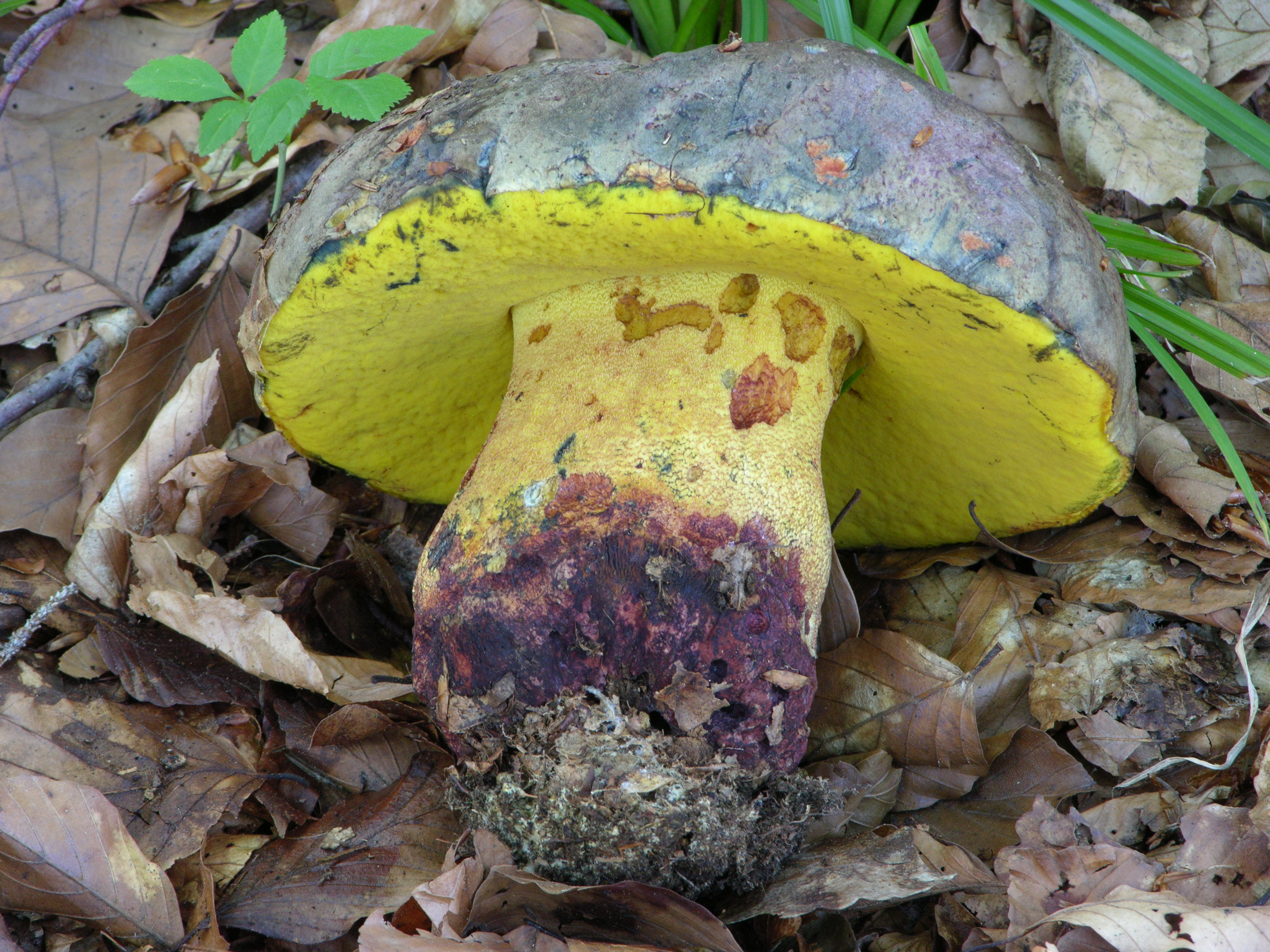
!!Imperator torosus!!

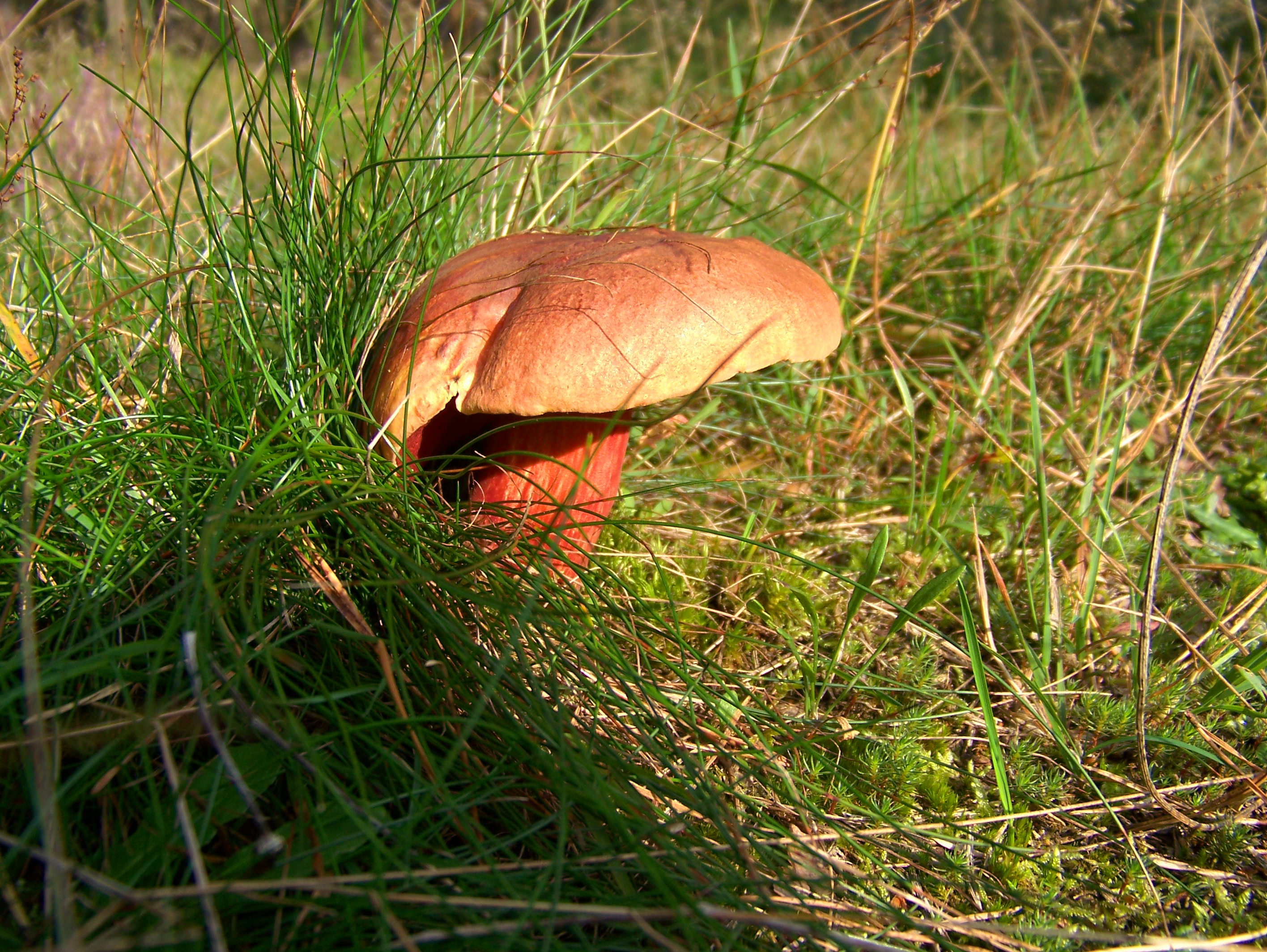
Rubroboletus dupainii
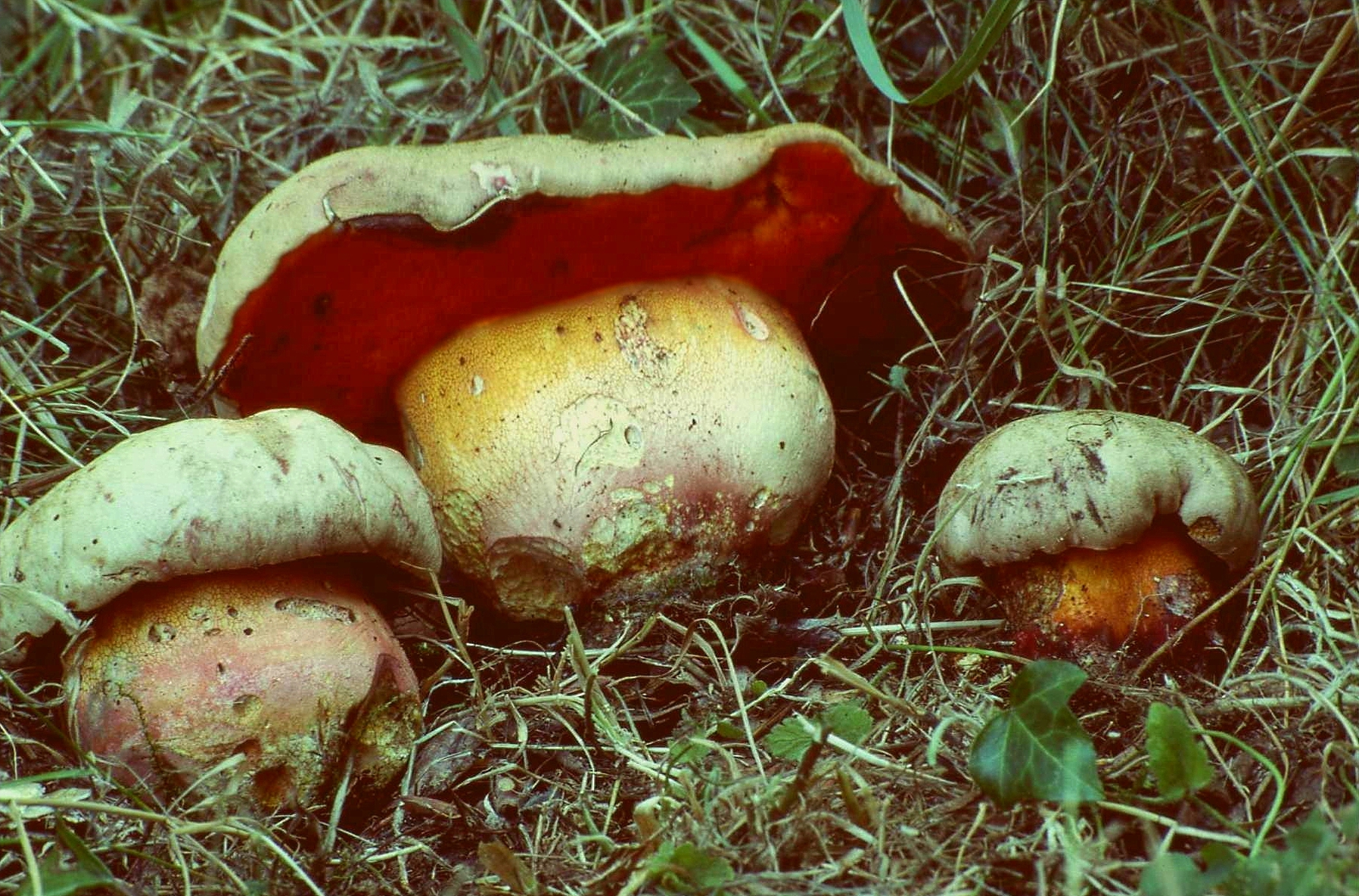
!Rubroboletus legaliae!
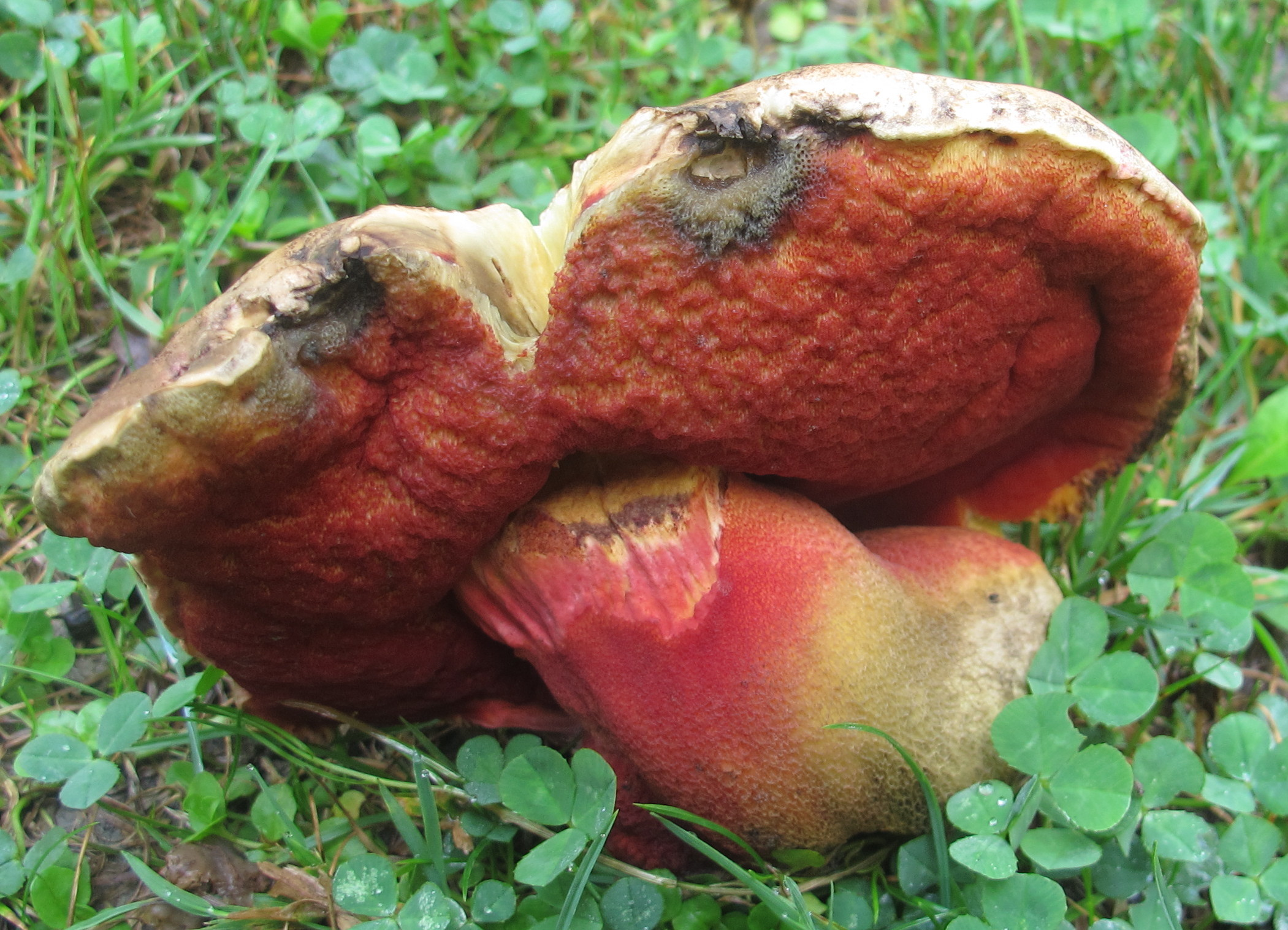
Rubroboletus rhodosanguineus
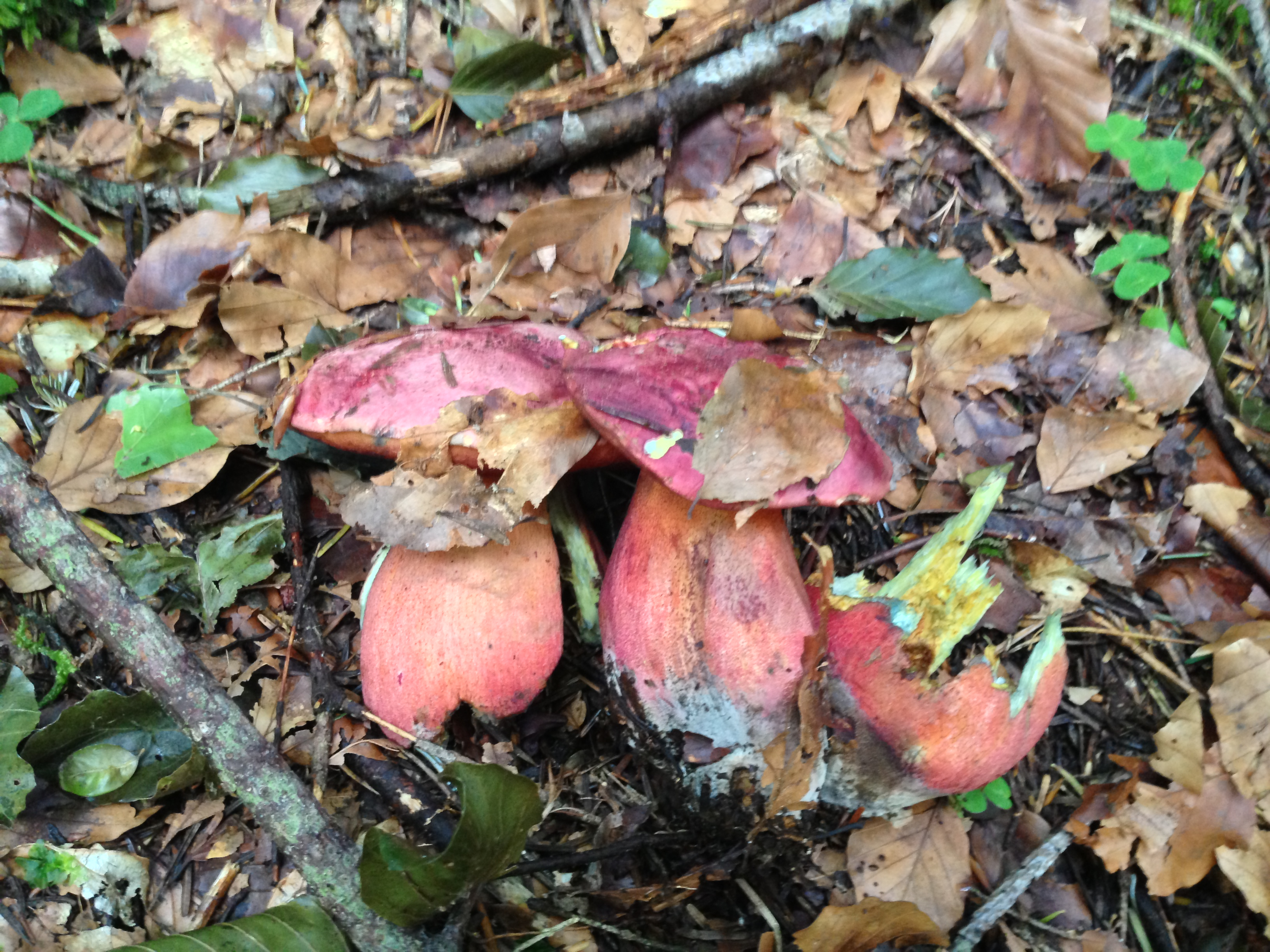
!!Ruroboletus rubrosanguineus!!
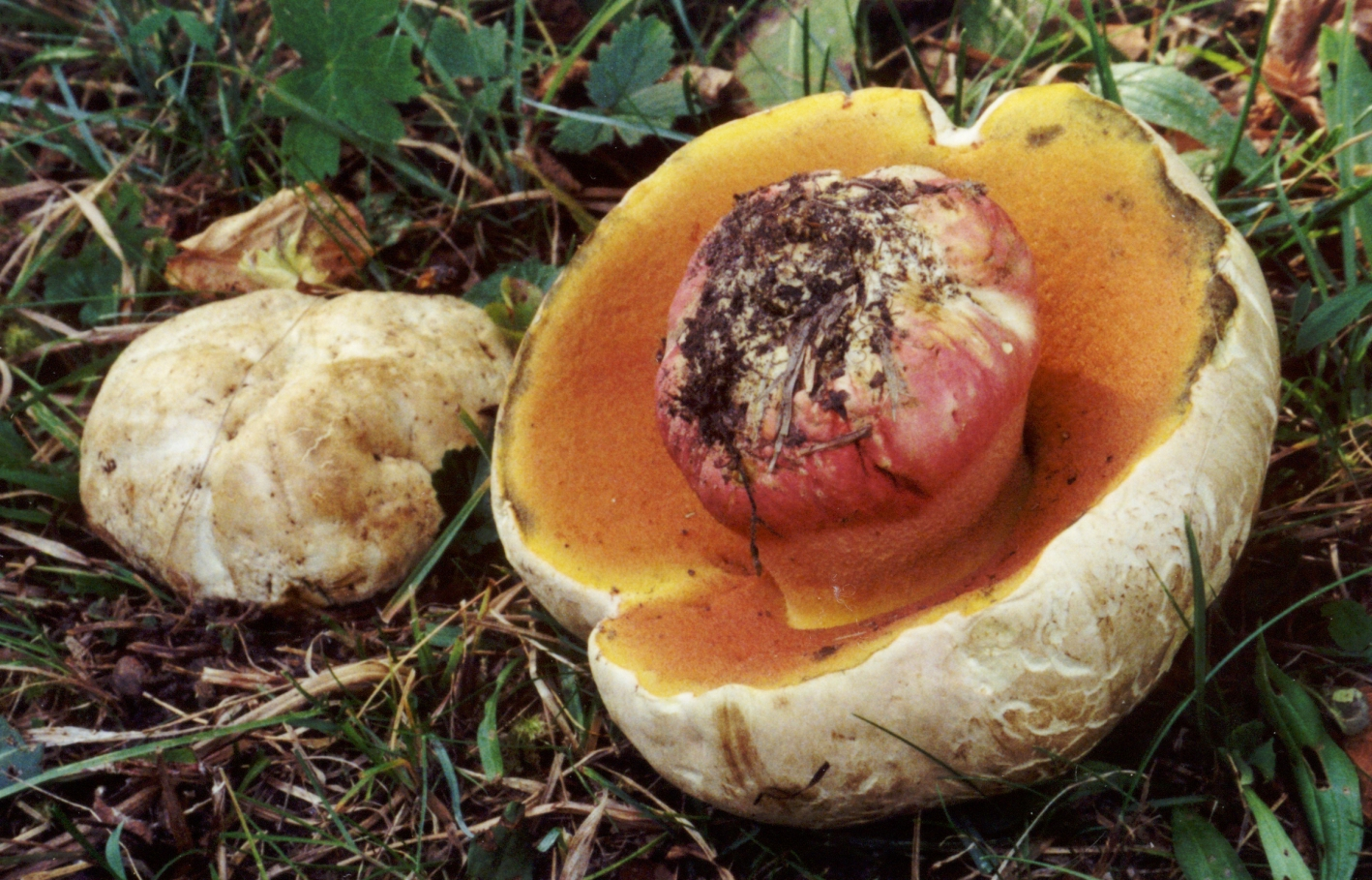
!!Rubroboletus satanas!!

## Valorificare
Bureții proaspeți pot fi pregătiți, asemănător hribului de vară Boletus aestivalis, ca ciulama, de asemenea împreună cu alte ciuperci de pădure ori adăugați la un sos de carne de vită sau vânat. Mai departe, ei pot fi tăiați felii și congelați. De asemenea este posibilă, după tăierea în felii, uscarea, bureții devenind după împuiere mai savuroși și gustoși. Excelenți sunt preparați ca Duxelles, un fel de zacuscă.